# Sung C'-wen
Sung C’-wen (čínsky pchin-jinem: Song Ziwen, znaky: 宋子文, tradiční anglická transkripce: Soong Tse-ven nebo také T. V. Soong; 4. prosince 1894, Šanghaj, Čínské císařství – 26. dubna 1971, San Francisco, Kalifornie, USA) byl čínský podnikatel a politik působící na počátku 20. století v Čínské republice. Narodil se jako syn obchodníka Charlese Soonga. Je bratrem tří sester Sung, jeho švagry byli generalissimo Čankajšek, doktor Sunjatsen a finančník Kchung Siang-si. Rodina Sung patřila do jedné ze čtyř vlivných rodin počátku 20. století v Šanghaji.

## Mládí a studium
Narodil se v Šanghaji jako třetí z šesti dětí. Měl dvě starší (Sung Aj-ling, Sung Čching-ling) a jednu mladší sestru (Sung Mej-ling), dva mladší bratry. Jeho otec, Charles Soong (1863–1918), studoval v USA a stal se členem Evangelické církve metodistické, po návratu do Číny pracoval jako misionář. Otec se brzy stal bohatým a vlivným průmyslníkem, který byl zapojen do mnoha podniků. Později také financoval nacionalistickou stranu Kuomintang.
Sung C’-wen studoval ekonomii a obdržel titul BA. na Harvard University, poté získal doktorát na Columbia University. V roce 1917 se vrátil do Číny a brzy se začal aktivně věnovat bankovnictví a finančnictví. Po roce 1923 pokračoval v roli svého otce v oblasti financování nacionalistů – Kuomintangu.

## Kariéra
V roce 1923 se Sung přidal k Sunjatsenově revoluční kampani na sjednocení Číny a odstartoval tím svou politickou kariéru. Po Pochodu na sever vedeným Čankajškem (1928 – 1928) a tím i po úspěšném sjednocení Číny, zastával vysoké funkce v kantonské vládě, stal se guvernérem Central Bank of China (1928 – 1934) a ministrem financí (1928 – 1933). Později byl také premiérem nacionalistické vlády (1930, 1932–1933).

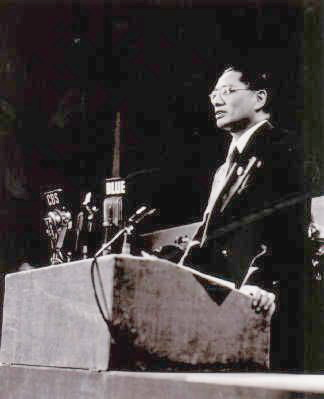
Sung na konferenci Spojených národů, 1945

Jako ministr financí Sung reformoval daňový systém, zrušil vnitřní transitní tarify a poopravil zahraniční a domácí dluhy. Navíc mezi lety 1928 a 1930, sjednáním řady dohod se zahraničními mocnosti, vrátil Číně celní autonomii, čímž obnovil právo Číny stanovit tarifní sazby a dohlížet na jejich placení. O toto právo Čína, za doby dynastie Čching, přišla podepsáním nerovnoprávných dohod se západními mocnostmi v 19. století.
Spolu s dalšími finančníky založil Národní hospodářskou radu (po r. 1934 zvanou CDFC (China Development Finance Corporation)). Rada zprostředkovávala poskytování úvěrů potřebných pro industrializaci Číny a také se stala platformou pro přilákání zahraničního kapitálu do země.
V roce 1934 rezignoval na post premiéra, nicméně v roce 1940, tři roky od začátku Čínsko-japonské války byl poslán do Washingtonu jako Čankajškův reprezentant. Čankajšek chtěl, aby Sung spolupracoval s americkou vládou a získal podporu prezidenta Roosevelta pro válku s Japonci. Sung byl v USA úspěšný a vyjednal nejednu finanční pomoc.
V prosinci roku 1944 byl Sung jmenován premiérem nacionalistické vlády a ministrem zahraničí. Zúčastnil se historicky první konference Spojených Národů v San Francisku, kde vedl čínskou delegaci. Navštívil také Moskvu a vyjednával se Stalinem o sovětských zájmech ve střední a severní Číně. V červenci 1945, po neúspěšném bránění odpojení Vnějšího Mongolska od Číny, rezignoval na post ministra zahraničí.

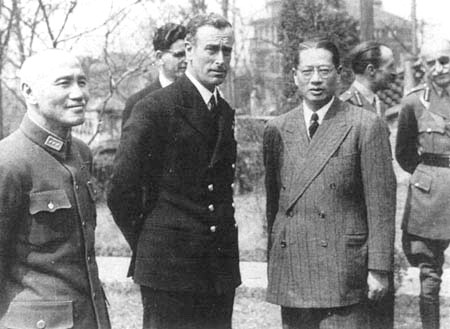
Čankajšek, lord Mountbatten a Sung C'-wen, 1943

## Poslední léta
V posledních letech jeho politické činnosti sloužil jako guvernér provincie Kuang-tung. Po porážce nacionalistů v roce 1949, se Čankajšek s Kuomintangem odebrali na Tchaj-wan. Sung se v reakci na tyto čínské události přestěhoval do New Yorku, kde žil klidným životem. Zemřel roku 1971 v San Francisku v sedmdesáti sedmi letech.